# Fuengirola Potros
I Fuengirola Potros sono la squadra di football americano di Fuengirola, in Spagna.

## Storia
Fondati nel 2011 come Coín Potros, presto cambiarono nome assumendo quello attuale; hanno vinto 3 titoli andalusi.

## Dettaglio stagioni

### Tornei nazionali

#### Campionato

##### Serie A
| Stagione | regular season | regular season | regular season | regular season | regular season | regular season | playoff | playoff | playoff | playoff | playoff | playoff   | playoff    |
|          | Vin            | Par            | Per            | Tot            | PF             | PS             | Vin     | Per     | Tot     | PF      | PS      | risultato | avversaria |
| -------- | -------------- | -------------- | -------------- | -------------- | -------------- | -------------- | ------- | ------- | ------- | ------- | ------- | --------- | ---------- |
| 2019     | 2              | 0              | 6              | 8              | 119            | 265            | -       | -       | -       | -       | -       | -         | -          |
| 2020     | 2              | 0              | 3              | 5              | 90             | 128            | -       | -       | -       | -       | -       | -         | -          |
| 2021     | 2              | 0              | 6              | 8              | 119            | 277            | -       | -       | -       | -       | -       | -         | -          |
| 2022     | 1              | 0              | 7              | 8              | 90             | 295            | -       | -       | -       | -       | -       | -         | -          |
| Totale   | 7              | 0              | 22             | 29             | 418            | 965            | -       | -       | -       | -       | -       |           |            |

Fonti: Enciclopedia del Football - A cura di Roberto Mezzetti

##### Serie C
| Stagione | regular season | regular season | regular season | regular season | regular season | regular season | playoff | playoff | playoff | playoff | playoff | playoff    | playoff                |
|          | Vin            | Par            | Per            | Tot            | PF             | PS             | Vin     | Per     | Tot     | PF      | PS      | risultato  | avversaria             |
| -------- | -------------- | -------------- | -------------- | -------------- | -------------- | -------------- | ------- | ------- | ------- | ------- | ------- | ---------- | ---------------------- |
| 2016     | -              | -              | -              | -              | -              | -              | 0       | 1       | 1       | 0       | 20      | Semifinali | Las Rozas Black Demons |
| Totale   | -              | -              | -              | -              | -              | -              | 0       | 1       | 1       | 0       | 20      |            |                        |

Fonti: Enciclopedia del Football - A cura di Roberto Mezzetti

#### Coppa
| Stagione | regular season | regular season | regular season | regular season | regular season | regular season | playoff | playoff | playoff | playoff | playoff | playoff          | playoff                |
|          | Vin            | Par            | Per            | Tot            | PF             | PS             | Vin     | Per     | Tot     | PF      | PS      | risultato        | avversaria             |
| -------- | -------------- | -------------- | -------------- | -------------- | -------------- | -------------- | ------- | ------- | ------- | ------- | ------- | ---------------- | ---------------------- |
| 2021     | -              | -              | -              | -              | -              | -              | 0       | 1       | 1       | 14      | 52      | Quarti di finale | Las Rozas Black Demons |
| Totale   | -              | -              | -              | -              | -              | -              | 0       | 1       | 1       | 14      | 52      |                  |                        |

Fonti: Enciclopedia del Football - A cura di Roberto Mezzetti

### Tornei locali

#### Campionato andaluso
| Stagione | regular season | regular season | regular season | regular season | regular season | regular season | playoff | playoff | playoff | playoff | playoff | playoff   | playoff             |
|          | Vin            | Par            | Per            | Tot            | PF             | PS             | Vin     | Per     | Tot     | PF      | PS      | risultato | avversaria          |
| -------- | -------------- | -------------- | -------------- | -------------- | -------------- | -------------- | ------- | ------- | ------- | ------- | ------- | --------- | ------------------- |
| 2013-14  | 2              | 0              | 3              | 5              | 121            | 133            | -       | -       | -       | -       | -       | -         | -                   |
| 2014-15  | 6              | 0              | 1              | 7              | 281            | 76             | 1       | 1       | 2       | 52      | 35      | Finale    | Granada Lions       |
| 2015-16  | 5              | 0              | 1              | 6              | 254            | 52             | 1       | 0       | 1       | 40      | 0       | Campioni  | Granada Lions       |
| 2016-17  | 6              | 0              | 0              | 6              | 309            | 45             | 2       | 0       | 2       | 126     | 23      | Campioni  | Granada Lions       |
| 2017-18  | 6              | 0              | 0              | 6              | 350            | 32             | 2       | 0       | 2       | 87      | 14      | Campioni  | Mairena Blue Devils |
| Totale   | 25             | 0              | 5              | 30             | 1265           | 338            | 6       | 1       | 7       | 305     | 72      |           |                     |

Fonti: Enciclopedia del Football - A cura di Roberto Mezzetti

#### Campionato andaluso di secondo livello
| Stagione | regular season | regular season | regular season | regular season | regular season | regular season | playoff | playoff | playoff | playoff | playoff | playoff   | playoff            |
|          | Vin            | Par            | Per            | Tot            | PF             | PS             | Vin     | Per     | Tot     | PF      | PS      | risultato | avversaria         |
| -------- | -------------- | -------------- | -------------- | -------------- | -------------- | -------------- | ------- | ------- | ------- | ------- | ------- | --------- | ------------------ |
| 2012     | 3              | 0              | 1              | 4              | 108            | 42             | 1       | 0       | 1       | 19      | 6       | Campioni  | Almería Barbarians |
| Totale   | 3              | 0              | 1              | 4              | 108            | 42             | 1       | 0       | 1       | 19      | 6       |           |                    |

Fonti: Enciclopedia del Football - A cura di Roberto Mezzetti

### Riepilogo fasi finali disputate
| Anno           | Luogo               | Evento         | Fase del torneo | Incontro                                   | Risultato |
| 10 maggio 2015 |                     | LAFA           | Finale          | Granada Lions - Fuengirola Potros          | 27 - 8    |
| 19 marzo 2016  | Maracena            | LAFA           | Finale          | Granada Lions - Fuengirola Potros          | 0 - 40    |
| 14 maggio 2016 | Fuengirola          | Serie C        | Semifinale      | Fuengirola Potros - Las Rozas Black Demons | 0 - 20    |
| 13 maggio 2017 | Fuengirola          | LAFA           | Finale          | Fuengirola Potros - Granada Lions          | 52 - 23   |
| 29 aprile 2018 | Fuengirola          | LAFA           | Finale          | Fuengirola Potros - Mairena Blue Devils    | 19 - 14   |
| 29 maggio 2021 | Las Rozas de Madrid | Copa de España | Wild Card       | Las Rozas Black Demons - Fuengirola Potros | 52 - 14   |

## Palmarès
- 3 Campionati andalusi (2016, 2017, 2018)
- 1 Liga Andaluza II (2012)